# NGC 114
NGC 114 é uma galáxia lenticular (SB0) localizada na direcção da constelação de Cetus. Possui uma declinação de -01° 47' 09" e uma ascensão recta de 0 horas, 26 minutos e 58,2 segundos.
A galáxia NGC 114 foi descoberta em 27 de Setembro de 1880 por Ernst Wilhelm Leberecht Tempel.